# Biblioteka Kraków
Biblioteka Kraków – gminna instytucja kultury powstała w 2017 roku w wyniku połączenia czterech samodzielnych dzielnicowych sieci bibliotek: Krowoderskiej Biblioteki Publicznej, Nowohuckiej Biblioteki Publicznej, Podgórskiej Biblioteki Publicznej i Śródmiejskiej Biblioteki Publicznej. Biblioteki decyzją Rady Miasta Krakowa od 1 stycznia 2017 roku stanowią jedną samorządową jednostkę organizacyjną Gminy Miejskiej Kraków. Obecnie Bibliotekę Kraków tworzy sieć placówek składających się z 57 filii, 2 punktów bibliotecznych i Klubu Dziennikarzy „Pod Gruszką”.

## Działalność
Biblioteka działa w obrębie krajowej sieci bibliotecznej. Zakres działania Biblioteki Kraków obejmuje wykonywanie zadań własnych Gminy Miejskiej Kraków, w szczególności prowadzenie działalności kulturalnej, zaspokajanie potrzeb oświatowych, kulturalnych i informacyjnych ogółu społeczeństwa oraz uczestniczenie w upowszechnianiu wiedzy i kultury, a także zapewnienie mieszkańcom Krakowa dostępu do materiałów i usług bibliotecznych.

W przyszłości pion administracyjny biblioteki znajdzie się w budynku nowoczesnej Mediateki w dawnej dzielnicy Wesoła. Tymczasem administracja i działy merytoryczne mieszczą się w gmachu Dworca Głównego PKP w Krakowie przy placu Jana Nowaka-Jeziorańskiego 3.

Gmach Dworca Głównego PKP w Krakowie – tymczasowa siedziba Biblioteki Kraków

Biblioteka oferuje szeroki wybór literatury pięknej, naukowej i popularnonaukowej, księgozbiór informacyjny (encyklopedie, słowniki, leksykony) oraz literaturę dla dzieci i młodzieży, szeroką ofertę lektur szkolnych. Wypożyczalnia obcojęzyczna oferuje literaturę w językach: angielskim, francuskim, niemieckim i rosyjskim. Ponadto katalog Biblioteki Kraków indeksuje blisko 22 tys. darmowych e-booków dostępnych w zasobach internetowej biblioteki Wolne Lektury, księgarni Legimi oraz czytelni IBUK Libra oraz audiobooki.
Biblioteka Kraków, wraz z innymi małopolskimi bibliotekami publicznymi, jest współtwórcą regionalnej bazy danych pod wspólną nazwą Bibliografia Małopolski.
Od maja 2019 r. w Bibliotece Kraków działa darmowa wypożyczalnia gier planszowych (prawie 600 planszówek dla dzieci, młodzieży i dorosłych). Gry można wypożyczać w placówkach: Filia nr 16 (ul. Radzikowskiego 29), Filia nr 20 (ul. Opolska 37), Filia nr 42 (ul. Telimeny 9), Filia nr 45 (ul. Teligi 24), Filia nr 48 (os. Bohaterów Września 26), Filia nr 51 (os. Kalinowe 4), Filia nr 56 (os. Zgody 7).
Biblioteka Kraków, dzięki współpracy ze Stowarzyszeniem Pomocy Osobom Niepełnosprawnym „Larix”, ma możliwość wypożyczyć czytelnikom z dysfunkcjami wzroku odtwarzacz książek mówionych Czytak Plus lub Czytak NPN oraz w wersji dźwiękowej książki. Oferta dostępna jest w Bibliotece Głównej, Filii nr 6, Filii nr 21, Filii nr 35, Filii nr 45 oraz w Filii nr 56.
Katalog biblioteki jest skomputeryzowany i dostępny online w systemie bibliotecznym SOWA SQL.

## Historia
Kalendarium:
- 1.01.2017 – utworzenie Biblioteki Kraków po połączeniu czterech samodzielnych dzielnicowych sieci bibliotek. Biblioteka tworzy sieć 57 placówek w dotychczasowych siedzibach.
- czerwiec 2017
  - Bibliotece Kraków została przekazana administracja Klubem Dziennikarzy „Pod Gruszką” (decyzja Prezydenta Miasta Krakowa)[14].
  - Biblioteka Kraków została współwydawcą miesięcznika społeczno-kulturalnego „Kraków” oraz organizatorem nagrody Krakowska Książka Miesiąca.
- lipiec 2017 – Biblioteka Kraków uzyskała członkostwo instytucjonalne zgłaszając akces do dwóch sekcji Międzynarodowej Federacji Stowarzyszeń i Instytucji Bibliotekarskich (The International Federation of Library Associations and Institutions – IFLA): biblioteki publiczne oraz biblioteki metropolitalne[15].
- październik 2017 – ukazał się pierwszy numer Informatora Czytelniczo Kulturalnego Biblioteka Kraków, którego redaktorem naczelnym jest Izabela Ronkiewicz-Brągiel – zastępca dyrektora ds. merytorycznych Biblioteki Kraków[16].
- grudzień 2017 – wręczono po raz pierwszy Nagrodę Żółtej Ciżemki za książkę dla dzieci i młodzieży, której laureatkami zostały autorka książki „Niezłe ziółko” Barbara Kosmowska oraz autorka ilustracji Emilia Dziubak[17][18].
- styczeń 2018 – Biblioteka Kraków została samodzielnym wydawcą miesięcznika „Kraków”[19] (do lipca 2022)[20].
- marzec 2018 – ukazał się pierwszy tom „Rocznika Biblioteki Kraków”[21] oraz pierwszy numer kwartalnika literackiego „Czas Literatury”[22][23].
- maj 2020 – otwarcie Filii nr 42 w nowej lokalizacji przy ul. Agatowej 33
- grudzień 2020 – otwarcie Filii nr 31 w nowej siedzibie przy ul. Jana Kantego Przyzby 10 oraz punktu bibliotecznego dla młodzieży przy ul. Zachodniej 7 wraz z Pracownią Młodych
- sierpień 2021 – przy Filii nr 16 stanął pierwszy książkomat[24] BK umożliwiający odbiór książek poza godzinami otwarcia biblioteki
- październik 2023 – nakładem Biblioteki Kraków i Muzeum Krakowa  ukazało się drugie wydanie Encyklopedii Krakowa (ISBN 978-83-66334-93-9)[25]
- kwiecień 2024 – uruchomiona została aplikacja mobilna dla czytelników[26]
- maj 2024 – rozpoczęcie działalności nowej Filii Gotyk (nr 57) przy ul. ks. Józefa Meiera 16c[27]

## Placówki
Biblioteka Główna mieści się w willi przy ul. Powroźniczej 2.

### Filie i punkty biblioteczne
| Placówka                                  | Adres                                  | Zdjęcie |
| ----------------------------------------- | -------------------------------------- | ------- |
| Filia 1                                   | ul. Józefa Dietla 80/82                |         |
| Filia 2                                   | ul. Krakowska 29                       |         |
| Filia 3                                   | pl. Jana Nowaka-Jeziorańskiego 3       |         |
| Filia 4                                   | ul. Stefana Bobrowskiego 11            |         |
| Filia 5                                   | ul. Aleksandra Lubomirskiego 7a        |         |
| Filia 6                                   | al. Ignacego Daszyńskiego 22           |         |
| Filia 7                                   | al. Pokoju 33                          |         |
| Filia 8                                   | ul. Józefa Brodowicza 1                |         |
| Filia 9                                   | ul. Dobrego Pasterza 6                 |         |
| Filia 10                                  | al. 29 Listopada 59                    |         |
| Filia 11                                  | ul. Bosaków 11                         |         |
| Filia 12                                  | ul. Łąkowa 27                          |         |
| Filia 13                                  | ul. Mirosława Dzielskiego 2            |         |
| Filia 14                                  | ul. Ugorek 15                          |         |
| Filia 15                                  | ul. Dobrego Pasterza 100               |         |
| Filia 16                                  | ul. Walerego Eljasza Radzikowskiego 29 |         |
| Filia 17                                  | ul. Ojcowska 27                        |         |
| Filia 18                                  | ul. ks. Kazimierza Siemaszki 31        |         |
| Filia 19                                  | ul. Władysława Łokietka 267            |         |
| Filia 20                                  | ul. Opolska 37                         |         |
| Filia 21                                  | ul. Królewska 59                       |         |
| Filia 22                                  | ul. Henryka Sienkiewicza 2             |         |
| Filia 23                                  | ul. Balicka 297                        |         |
| Filia 24                                  | ul. Na Błonie 13d                      |         |
| Filia 25                                  | ul. Juliana Fałata 2                   |         |
| Filia 26                                  | ul. Bolesława Komorowskiego 11         |         |
| Filia 27                                  | ul. Królowej Jadwigi 37b               |         |
| Filia 28                                  | ul. Komandosów 1                       |         |
| Filia 29                                  | ul. Praska 52                          |         |
| Filia 30                                  | ul. Dziewiarzy 7                       |         |
| Filia 31                                  | ul. Jana Kantego Przyzby 10            |         |
| Filia 31 Punkt biblioteczny dla młodzieży | ul. Zachodnia 7/3a                     |         |
| Filia 32                                  | ul. Żywiecka 32                        |         |
| Filia 33                                  | ul. Zakopiańska 103                    |         |
| Filia 34                                  | ul. Borsucza 12                        |         |
| Filia 35                                  | ul. Tytusa Chałubińskiego 47           |         |
| Filia 36                                  | ul. Henryka Niewodniczańskiego 123     |         |
| Filia 37                                  | ul. Jana Izydora Sztaudyngera 5        |         |
| Filia 38                                  | ul. Walerego Sławka 10                 |         |
| Filia 39                                  | ul. porucznika Halszki 1               |         |
| Filia 40                                  | ul. Łużycka 55                         |         |
| Filia 41                                  | ul. Gołaśka 13/1                       |         |
| Filia 42                                  | ul. Agatowa 33                         |         |
| Filia 42 Punkt biblioteczny               | ul. Telimeny 9                         |         |
| Filia 43                                  | ul. gen. Jakuba Jasińskiego 32         |         |
| Filia 44, „Pod Kawką”                     | ul. Spółdzielców 3                     |         |
| Filia 45                                  | ul. Leonida Teligi 24                  |         |
| Filia 46                                  | ul. Bolesława Limanowskiego 4          |         |
| Filia 47                                  | os. Dywizjonu 303 1                    |         |
| Filia 48                                  | os. Bohaterów Września 26              |         |
| Filia 49                                  | os. Tysiąclecia 42                     |         |
| Filia 50                                  | os. Kościuszkowskie 5                  |         |
| Filia 51                                  | os. Kalinowe 4                         |         |
| Filia 52                                  | os. Na Stoku 1                         |         |
| Filia 53                                  | os. Stalowe 12                         |         |
| Filia 54                                  | os. Młodości 8                         |         |
| Filia 55 „Teatralna”                      | os. Teatralne 25                       |         |
| Filia 56                                  | os. Zgody 7                            |         |
| Filia 57 „Gotyk”                          | ul. ks. Józefa Meiera 16c              |         |

## Gabinety
Gabinet Jerzego Pomianowskiego
Gabinet Jerzego Pomianowskiego mieści się w Bibliotece Głównej przy ul. Powroźniczej. Znajdują się w nim należące do pisarza przedmioty, m.in. meble (biurko, fotele, szafka), prywatny księgozbiór, maszyna do pisania, drobiazgi osobiste (okulary, zegarki, fajki) oraz pamiątki z podróży. W Gabinecie można również obejrzeć zdjęcia z archiwum Jerzego Pomianowskiego.
Ekspozycja powstawała we współpracy z Aleksandrą Kurczab-Pomianowską, wdową po pisarzu.
Gabinet Sławomira Mrożka
Gabinet Sławomira Mrożka zlokalizowany jest przy ul. Powroźniczej 2 w Bibliotece Głównej. Został zaprojektowany przez Jana Polewkę – scenarzystę i reżysera, dyrektora Teatru Groteska.
Wśród niezwykłych eksponatów znajdujących się w Gabinecie są m.in. osobiste pamiątki Sławomira Mrożka oraz księgozbiór przekazane przez Susanę Osorio-Mrożek, przedmioty, które zachowały się z mieszkania w Domu Literatów przy ul. Krupniczej, publikacje, w tym korespondencja z poetą Józefem Baranem, czy wczesne wydania jego dzieł. A także hologram pisarza. Ściany gabinetu zdobią zdjęcia wykonane przez Wojciecha Plewińskiego, rysunki Daniela Mroza oraz afisze do sztuk z kolekcji Krzysztofa Dydo.
Uroczyste otwarcie Gabinetu Sławomira Mrożka miało miejsce 28 czerwca 2024 r. w obecności Susany Osorio-Mrożek, żony pisarza, oraz Prezydenta Miasta Krakowa Aleksandra Miszalskiego.

## Projekty
Biblioteka Kraków w swojej działalności realizuje liczne projekty. Rokrocznie w wakacje organizowane są projekty w cyklu „Podróże po literaturze”, w ramach którego czytelnicy poznają kulturę i literaturę różnych zakątków świata. 
Biblioteka włącza się w akcje miejskie (np. Święto Rodziny Krakowskiej, Miesiąc Krakowianek, Kraków dla zwierzaków, Zajrzyj do Huty), ale też ogólnopolskie (np. Narodowe Czytanie, Tydzień Bibliotek, Mała książka – wielki człowiek). Dzięki udziałom w projektach biblioteka ma możliwość organizowania wydarzeń dla czytelników, poszerzania księgozbioru czy podnoszenia kwalifikacji zawodowych pracowników. 
Biblioteka Kraków w celu realizacji przygotowanych projektów korzysta z różnych źródeł finansowania i programów, m.in. Ministerstwa Kultury i Dziedzictwa Narodowego (fundusze celowe), Narodowego Programu Rozwoju Czytelnictwa, Budżetu Obywatelskiego Miasta Krakowa i innych.

## Konkursy i nagrody
Wśród działań promujących czytelnictwo i literaturę dużą rolę odgrywają organizowane przez Bibliotekę Kraków konkursy.
Krakowska Książka Miesiąca
Nagroda Krakowska Książka Miesiąca została utworzona w 1995 r., od 2017 r. nagrodę przyznaje Biblioteka Kraków. Wyróżnienie przyznawane jest co miesiąc książce, której treść bądź autor związani są z Krakowem. Ma ono na celu promocję wartościowych publikacji, wsparcie autorów oraz wydawnictw. Wręczenie nagrody ma miejsce podczas spotkania z autorskiego. Pracami jury kieruje prof. Krzysztof A. Zajas, w jego skład wchodzą: dr Jan Burnatowski, Wacław Krupiński, dr Małgorzata Lebda, dr Anna Marchewka, Justyna Nowicka, Janusz Paluch, dr Agnieszka Staniszewska-Mól, red. Marcin Wilk, prof. Jarosław Fazan, Jan Pieszczachowicz – członek honorowy.
Patronami medialnymi nagrody są Radio Kraków i Krakowskie Biuro Festiwalowe – operator programu Kraków Miasto Literatury UNESCO.
Nagroda Żółtej Ciżemki
Nagroda Żółtej Ciżemki za najlepszą książkę dla dzieci i młodzieży została powołana przez Bibliotekę Kraków w 2017 roku, w setną rocznicę śmierci Antoniny Domańskiej, autorki opowiadań i powieści m.in. Historii żółtej ciżemki.
Celem Nagrody jest uhonorowanie najpiękniejszych i najbardziej wartościowych polskich wydawnictw adresowanych do młodszych czytelników.
Nagroda Żółtej Ciżemki to 25 000 zł, której fundatorem jest Prezydent Miasta Krakowa, a także wyjątkowa statuetka. Nagrodę przyznaje Kapituła w składzie: prof. Katarzyna Wądolny-Tatar (przewodnicząca), Wioletta Gawlik-Janusz, Marcin Bruchnalski, Iwona Haberny, dr Anna Machwic, Izabela Ronkiewicz-Brągiel, dr Agnieszka Staniszewska-Mól.
Dotychczas przyznane nagrody:
2017: Barbara Kosmowska, il. Emilia Dziubak, Niezłe ziółko, Wydawnictwo Literatura, Łódź 2016
2018: Eliza Piotrowska, Wojtek. Żołnierz bez munduru, Wydawnictwo św. Wojciecha, Poznań 2017
2019: Katarzyna Maziarz (tekst), Małgorzata Zając (ilustracje), Trochębajki o Stanisławie Wyspiańskim, Muzeum Narodowe w Krakowie, Kraków 2018
2020: Ewa K. Czaczkowska, il. Katarzyna Fus, Bajki mariackie, Znak, Kraków 2019
2021: Katarzyna Kozłowska, il. Agnieszka Żelewska, O kruku, który chciał zostać papugą, Wydawnictwo Bajka, Warszawa 2020
2022: w kategorii literatura: Roksana Jędrzejewska-Wróbel, Stan splątania, Wydawnictwo Literackie, Kraków 2021; w kategorii grafika: Gosia Herba i Mikołaj Pasiński, Van Dog, HarperCollins Polska, Warszawa 2021
2023: Maciej Szymanowicz, Marzenia. Fakty, mity, głupoty, Nasza Księgarnia, Warszawa 2022
2024: Justyna Bednarek, il. Nika Jaworowska-Duchlińska, Hip, hip, kura!, Świetlik, Białystok 2023
Konkurs im. Anny Świrszczyńskiej na Książkowy Debiut Poetycki
Ideą konkursu zainicjowanego w 2014 roku przez Wydział Kultury i Dziedzictwa Narodowego Urzędu Miasta Krakowa jest promocja debiutów poetyckich poprzez wsparcie autorów u progu ich kariery zawodowej. Od roku 2021 organizatorem Konkursu jest Biblioteka Kraków. Patronką konkursu, począwszy od II edycji (2015), jest Anna Świrszczyńska, wybitna polska poetka.
Nagrodę w konkursie stanowi wydanie tomu poetyckiego, spotkanie autorskie oraz promocja książki podczas Nocy Poezji. Kierowany jest on do autorów, którzy nie wydali wcześniej samodzielnej książki poetyckiej.
Kapituła Konkursu
2013‒2024: Bronisław Maj – przewodniczący, Małgorzata Lebda, Dorota Kozicka, Krzysztof Biedrzycki; od 2025: Bronisław Maj – Przewodniczący, Dorota Kozicka, Anna Piwkowska, Krzysztof Biedrzycki.
Laureaci i laureatki konkursu:
2021: Agnieszka August-Zarębska, Po jej wewnętrznej stronie
2022: Karina Caban-Rusinek, Dużo drobnych
2023: wyróżnienia: Sylwia Chutnik, Pobite gary, Olga Juskowiak, Podlewam schody, Elżbieta Sala-Hołubowicz, Umysł goi się powoli
2024: Dawid Zalewski, Dom, który zrośnie się zdrowo

## Działalność wydawnicza
Biblioteka Kraków prowadzi działalność wydawniczą, wydaje periodyki, publikacje zwarte, jest też współproducentem filmów. 
Czasopisma
„Biblioteka Kraków. Informator Czytelniczo-Kulturalny” (ISSN 2544-445X)
Miesięcznik jest wydawany przez Bibliotekę Kraków i redagowany przez jej pracowników od 2017 roku. Celem periodyku jest dotarcie z informacją o działaniach i inicjatywach Biblioteki do szerokiego kręgu odbiorców. Redaktorem naczelnym jest Izabela Ronkiewicz-Brągiel. W czasopiśmie znajduje się kalendarium wydarzeń kulturalno-edukacyjnych organizowanych w Bibliotece Kraków, recenzje publikacji wydawniczych pojawiających się na bibliotecznych półkach – książek, audiobooków, gier planszowych, prezentacje sylwetek i twórczości krakowskich poetów, zapowiedzi wystaw, kalendarium krakowskie, rekomendacje wydarzeń kulturalnych odbywających się w mieście, prezentacje ekslibrisów, relacje z podróży, wywiady. Egzemplarze dostępne są w filiach Biblioteki Kraków oraz w Bibliotece Cyfrowej Biblioteki Kraków (wersje cyfrowe).
„Rocznik Biblioteki Kraków” (ISSN 2544-784X)
„Rocznik Biblioteki Kraków” jest czasopismem naukowym, publikującym artykuły o tematyce literackiej, historycznej, bibliologicznej, bibliotekoznawczej, medioznawczej i cracovianistycznej. Zamieszcza także kronikę działalności instytucji. W wykazie czasopism naukowych Ministerstwa Edukacji i Nauki „Rocznikowi Biblioteki Kraków” przyznano 20 punktów. Wersją pierwotną czasopisma jest wydanie papierowe. Czasopismo ukazuje się od 2017 r. (wersje cyfrowe).
Książki
Biblioteka Kraków jest współwydawcą publikacji książkowych. Wśród nich znalazł się cykl „Galeria exlibrisu” – poświęcony exlibrisom skupionym wokół konkretnego tematu (np. Zwierzyniec, Wojna obronna 1939–1945). „Poeci Krakowa” to seria, w której drukiem ukazywały się tomiki krakowskich literatów, a także antologie. Poezja publikowana była również w związku z Konkursem im. Anny Świrszczyńskiej na Książkowy Debiut Poetycki – w którym nagrodą jest wydanie zwycięskiego tomu.
Biblioteka Kraków jest wydawcą (wraz z Muzeum Krakowa) monumentalnego drugiego wydania Encyklopedii Krakowa. Dokonano w nim rewizji pierwszej edycji, zaktualizowano i uzupełniono, łączna liczba haseł wynosi 6000. W publikacji znajduje się ok. 3000 ilustracji, 171 map i planów, 66 tabel. Do opracowania nowych haseł powołano blisko 300 autorów, którzy wraz z twórcami z pierwszego wydania tworzą zespół ponad 1000 osób. Hasła obejmują następujące dziedziny: życie gospodarcze; życie polityczne; Cracovia sacra; nauka i biografistyka; środowisko przyrodnicze i geograficzne; historia, literatura, teatr, muzyka; architektura i urbanistyka; życie społeczne; historia sztuki.
Filmy
BK w koprodukcji z Telewizją Polską przygotowywała serię filmów poświęconych Krakowowi i postaciom z nim związanym, przede wszystkim w cyklach „Krakowskie portrety” i „Portrety literackie”. W ramach tej współpracy powstało 18 filmów.

## Udogodnienia i dostępność
Biblioteka Kraków buduje wizerunek biblioteki inkluzywnej, starającej się zapewnić powszechny dostęp do bogatej i zróżnicowanej oferty zbiorów bibliotecznych oraz usług dla różnych grup użytkowników. Wprowadzane są udogodnienia dla czytelników (np. przewijaki dla niemowląt, kąciki malucha, windy, książkomaty) i rozwiązania dostosowane do potrzeb osób ze szczególnymi potrzebami (m.in. komputery dla osób niedowidzących, lupy i linijki, zbiory na CD, DVD, MP3 oraz w formacie DAISY, pętla indukcyjna, materiały video w PJM – polskim języku migowym, udogodnienia architektoniczne).

## Partnerzy
W ramach realizowanych działań Biblioteka Kraków podejmuje współpracę z instytucjami i podmiotami publicznymi. Są wśród nich m.in.: Instytut Książki, Centrum Edukacji Lotniczej Kraków Airport, Muzeum Krakowa, Archiwum Narodowe w Krakowie, Urząd Statystyczny w Krakowie, Krakowskie Biuro Festiwalowe, Jan Michalski Foundation, Wydawnictwo Literackie, Wydawnictwo Austeria.

## Centrum Cyfryzacji Wspomnień
Centrum Cyfryzacji Wspomnień działa w Filii nr 48 Biblioteki Kraków. Jest to miejsce, w którym czytelnicy mogą bezpłatnie odtworzyć i kopiować archiwalne nagrania zapisane na kasetach magnetofonowych, VHS, płytach winylowych i fotografiach oraz skanować zdjęcia do postaci cyfrowej. 